# Thure Carlman
Thure Carlman, folkbokförd som Karl Thure Caleman, född 10 september 1893 i Kungsholms församling i Stockholm, död 28 februari 1972 i Helsingborg, var en  svensk skådespelare.

## Biografi
Carlman började inom teatern hos Albert Ranft på Oscarsteatern i Stockholm. Han kom till Helsingborgs stadsteater 1931. Carlman filmdebuterade 1944 i Gunnar Olssons När seklet var ungt. Hans sista roll var i TV-serien Hem till byn (1971), där han gjorde rollen som Adolf Andersson.
Carlman är begravd på Pålsjö kyrkogård.

## Filmografi
- 1944 – När seklet var ungt
- 1945 – Den glade skräddaren
- 1946 – Ungdom i fara
- 1948 – Vart hjärta har sin saga
- 1949 – Sven Tusan
- 1953 – Flickan från Backafall
- 1954 – De röda hästarna
- 1965 – Conny
- 1969 – Friställd (TV-serie)
- 1971 – Hem till byn (TV-serie)

## Teater

### Roller (ej komplett)
| År   | Roll                           | Produktion                                                                                              | Regi                            | Teater                   |
| ---- | ------------------------------ | --- | ------------------------------- | ------------------------ |
| 1932 | Marescot En ensam herre        | Svindlare Louis Verneuil                                                                                | Rudolf Wendbladh                | Helsingborgs stadsteater |
| 1932 | Rutgers Pinnovius              | Vi Ludvig Nordström                                                                                     | Rudolf Wendbladh                | Helsingborgs stadsteater |
| 1932 | Inspicienten                   | Du och jag Ralph Benatzky och Hans Müller-Einigen                                                       | Rudolf Wendbladh                | Helsingborgs stadsteater |
| 1933 | Persson, lakej Polisen         | Kalle Karlssons knepigheter Oscar Rydqvist                                                              | Rudolf Wendbladh                | Helsingborgs stadsteater |
| 1933 | Immoos                         | Före solnedgången Gerhart Hauptmann                                                                     | Rudolf Wendbladh                | Helsingborgs stadsteater |
| 1933 | Nöjd                           | Fadren August Strindberg                                                                                | Rudolf Wendbladh                | Helsingborgs stadsteater |
| 1933 | Roberts                        | Ungkarlspappan Edward Childs Carpenter                                                                  | Albert Nycop                    | Helsingborgs stadsteater |
| 1933 | Valentin                       | Trettondagsafton William Shakespeare                                                                    | Rudolf Wendbladh                | Helsingborgs stadsteater |
| 1933 | Orgamästaren Gårdsfogden       | Mäster Olof August Strindberg                                                                           | Rudolf Wendbladh                | Helsingborgs stadsteater |
| 1933 | Exekutionsbetjänten            | Karl den store, högerytter László Bús-Fekete                                                            | Rudolf Wendbladh                | Helsingborgs stadsteater |
| 1933 | Stamkunden                     | Den lilla butiken László Bús-Fekete                                                                     | Albert Nycop                    | Helsingborgs stadsteater |
| 1934 | Bergrahm Man i rundkullig hatt | Ett brott Sigfrid Siwertz                                                                               | Rudolf Wendbladh                | Helsingborgs stadsteater |
| 1934 | En gäst                        | Syndafloden Henning Berger                                                                              | Rudolf Wendbladh                | Helsingborgs stadsteater |
| 1934 | Adelsmannen                    | Othello William Shakespeare                                                                             | Rudolf Wendbladh                | Helsingborgs stadsteater |
| 1934 | Slottkaplanen                  | Ljungby Horn Edgar Collin, Vilhelm Østergaard, och Alfred Ipsen                                         | Albert Nycop                    | Helsingborgs stadsteater |
| 1935 | En detektiv                    | Gatumusikanter Paul Schurek och Hanns Sassmann                                                          | Rudolf Wendbladh                | Helsingborgs stadsteater |
| 1935 | Joe Fletten                    | Villa Guldregn J.B. Priestley                                                                           | Rudolf Wendbladh                | Helsingborgs stadsteater |
| 1935 |                                | Livet på landet Fritz Reuter                                                                            |                                 | Fredriksdalsteatern      |
| 1935 | Johan, vaktmästare             | Plats för de unga Paul Vulpius                                                                          | Albert Nycop                    | Helsingborgs stadsteater |
| 1935 | Glenmorison                    | På grund George Bernard Shaw                                                                            | Rudolf Wendbladh                | Helsingborgs stadsteater |
| 1935 | Överkonstapel Björk            | Kvartetten som sprängdes Birger Sjöberg                                                                 | Albert Nycop                    | Helsingborgs stadsteater |
| 1936 | En bonde                       | Ryttarpatrullen František Langer                                                                        | Rudolf Wendbladh                | Helsingborgs stadsteater |
| 1936 | Blomström                      | Fridas visor eller Oscars fyra bekymmer eller En vecka i Lilla Paris Gösta Sjöberg                      | Albert Nycop                    | Helsingborgs stadsteater |
| 1937 | Hugo                           | Världens lyckligaste människa Miklós László                                                             | Yngve Nordwall                  | Helsingborgs stadsteater |
| 1937 | Collins                        | Hans högvördighet ordnar allt Frederick J. Jackson                                                      | Yngve Nordwall                  | Helsingborgs stadsteater |
| 1937 | Patient Kommissarien           | Lavinen Karel Čapek                                                                                     | Rudolf Wendbladh                | Helsingborgs stadsteater |
| 1937 | Meissner                       | Sabinskornas bortrövande Franz och Paul von Schönthan                                                   | Albert Nycop                    | Helsingborgs stadsteater |
| 1938 | Martelleau                     | Tovarisj Jacques Deval                                                                                  | Yngve Nordwall                  | Helsingborgs stadsteater |
| 1938 | En missnöjd                    | Carl XII August Strindberg                                                                              | Rudolf Wendbladh                | Helsingborgs stadsteater |
| 1938 | Joris                          | Min fru från Paris Jacques Deval                                                                        | Albert Nycop                    | Helsingborgs stadsteater |
| 1939 | 1:ste fångvaktaren             | N:o 72 František Langer                                                                                 | Rudolf Wendbladh                | Helsingborgs stadsteater |
| 1939 | Borgmästaren                   | I nöd och lust J.B. Priestley                                                                           | Rudolf Wendbladh                | Helsingborgs stadsteater |
| 1939 | Pedro                          | Kärleken gör under Lope de Vega                                                                         | Rudolf Wendbladh                | Helsingborgs stadsteater |
| 1939 | En sekreterare                 | Doktorns dilemma George Bernard Shaw                                                                    | Rudolf Wendbladh                | Helsingborgs stadsteater |
| 1939 | 2:dre G-mannen                 | Koppla av! Moss Hart och George S. Kaufman                                                              | Rudolf Wendbladh                | Helsingborgs stadsteater |
| 1940 | Curley                         | Möss och människor John Steinbeck                                                                       | Rudolf Wendbladh                | Helsingborgs stadsteater |
| 1940 | Häradshövding Björner          | Hans nåds testamente Hjalmar Bergman                                                                    |                                 | Fredriksdalsteatern      |
| 1940 | John Winter                    | Vibrationer Charles Morgan                                                                              | Rudolf Wendbladh                | Helsingborgs stadsteater |
| 1940 | Alfred i Grönäng               | De knutna händerna Vilhelm Moberg                                                                       | Rudolf Wendbladh                | Helsingborgs stadsteater |
| 1941 | Frank Bonaparte                | Lyckans gullgosse Clifford Odets                                                                        | Rudolf Wendbladh                | Helsingborgs stadsteater |
| 1941 | Blackwell                      | En riktig karl Noël Coward                                                                              | Rudolf Wendbladh                | Helsingborgs stadsteater |
| 1941 | Pierre Bourdelot               | Christina August Strindberg                                                                             | Rudolf Wendbladh                | Helsingborgs stadsteater |
| 1941 | Anföraren för livvakten        | Aladdin Adam Oehlenschläger                                                                             | Herman Ahlsell Rudolf Wendbladh | Helsingborgs stadsteater |
| 1941 | En lakej                       | Kungl. Logen Karl Farkas och Hans Lang                                                                  | Rudolf Wendbladh                | Helsingborgs stadsteater |
| 1942 | Lappen                         | Mikaels dag Harry Blomberg                                                                              | Rudolf Wendbladh                | Helsingborgs stadsteater |
| 1944 | Blick                          | Livet är ju härligt William Saroyan                                                                     | Per Knutzon                     | Helsingborgs stadsteater |
| 1944 |                                | För öppen ridå Mogens Brandt                                                                            | Per Knutzon                     | Helsingborgs stadsteater |
| 1947 | Portvakten Polisen             | Fantasilådan Else Fisher                                                                                | Sture Pyk                       | Helsingborgs stadsteater |
| 1949 | Grosshandlare Werle            | Vildanden Henrik Ibsen                                                                                  | Lars-Levi Læstadius             | Helsingborgs stadsteater |
| 1954 |                                | Mollusken Hubert Henry Davies                                                                           |                                 | Fredriksdalsteatern      |
| 1956 |                                | Kassabrist Vilhelm Moberg                                                                               | Tore Karte                      | Fredriksdalsteatern      |
| 1956 |                                | Trojanska kriget blir inte av Jean Giraudoux                                                            | Lars-Levi Laestadius            | Malmö stadsteater        |
| 1956 | Hovman 2                       | Erik XIV August Strindberg                                                                              | Ingmar Bergman                  | Malmö stadsteater        |
| 1957 |                                | Millionen Roger MacDougall                                                                              | Yngve Nordwall                  | Malmö stadsteater        |
| 1957 | Tjuven                         | Peer Gynt Henrik Ibsen                                                                                  | Ingmar Bergman                  | Malmö stadsteater        |
| 1957 |                                | Millionen Roger MacDougall                                                                              | Yngve Nordwall                  | Malmö stadsteater        |
| 1957 |                                | Petters resa till månen Gerdt von Bassewitz                                                             | Lennart Olsson                  | Malmö stadsteater        |
| 1958 |                                | Herr Mississippis äktenskap Friedrich Dürrenmatt                                                        | Lars-Levi Laestadius            | Malmö stadsteater        |
| 1958 |                                | Lyckodagen Cesare Meano                                                                                 | Lars-Levi Laestadius            | Malmö stadsteater        |
| 1959 |                                | Isak Juntti hade många söner Björn-Erik Höijer                                                          | Yngve Nordwall                  | Malmö stadsteater        |
| 1959 |                                | Fransysk visit Marcel Achard                                                                            | Yngve Nordwall                  | Malmö stadsteater        |
| 1959 | Lindgren                       | Fridas visor eller Oscars fyra bekymmer eller En vecka i Lilla Paris Gösta Sjöberg                      | Frank Sundström                 | Helsingborgs stadsteater |
| 1959 | Lifari                         | Utsikt från en bro Arthur Miller                                                                        | Frank Sundström                 | Helsingborgs stadsteater |
| 1959 | Adam                           | Som ni behagar William Shakespeare                                                                      | Frank Sundström                 | Helsingborgs stadsteater |
| 1960 | Octavio Camille                | Förbjudet att älska eller Trädgårdsmästarens hund (Comedia famosa del Perro del hortelano) Lope de Vega | Frank Sundström                 | Helsingborgs stadsteater |
| 1960 |                                | Rävlyan Lillian Hellman                                                                                 | Jan Hemmel                      | Malmö stadsteater        |
| 1961 | Doktorn                        | Miraklet (The Miracle Worker) William Gibson                                                            | Frank Sundström                 | Helsingborgs stadsteater |
| 1961 | Nattklubbsdirektören Pressman  | Ung och grön (Salad Days) Dorothy Reynolds och Julian Slade                                             | Jan Hemmel Frank Sundström      | Helsingborgs stadsteater |
| 1961 | Mr. McGillicuddy               | Vilse i lustgården (Period of adjustment) Tennessee Williams                                            | Mats Johansson                  | Helsingborgs stadsteater |
| 1961 | Volontären                     | Gisslan (The Hostage) Brendan Behan                                                                     | Lars-Erik Liedholm              | Helsingborgs stadsteater |
| 1961 | Andre brandsoldaten            | Biedermann och pyromanerna (Biedermann und die Brandstifter) Max Frisch                                 | Lars-Erik Liedholm              | Helsingborgs stadsteater |
| 1961 | Det gamla stadsbudet           | Den heliga ilskan (Die große Wut des Philipp Hotz) Max Frisch                                           | Lars-Erik Liedholm              | Helsingborgs stadsteater |
| 1961 | Jean                           | Perrichons resa (Le voyage de M. Perrichon) Eugène Labiche                                              | Mats Johansson                  | Helsingborgs stadsteater |
| 1962 | Oronte                         | Hustruskolan (L'école des femmes) Molière                                                               | Mats Johansson                  | Helsingborgs stadsteater |
| 1962 | Bellamy                        | Fantasticks Harvey Schmidt och Tom Jones                                                                | Per Sjöstrand                   | Helsingborgs stadsteater |
| 1962 | Farfar                         | Värmebölja (Hot Summer Night) Ted Willis                                                                | Lars-Erik Liedholm              | Helsingborgs stadsteater |
| 1962 | Domaren                        | Den vackra mjölnerskan (La molinera de Arcos) Alejandro Casona                                          | Bo G. Forsberg                  | Helsingborgs stadsteater |
| 1963 | Nils Snemyr                    | Brand Henrik Ibsen                                                                                      | Lars-Erik Liedholm              | Helsingborgs stadsteater |
| 1963 | Domaren                        | Farsen om Mäster Pierre Patelin (La Farce de maître Pierre Pathelin)                                    | Bo G. Forsberg                  | Helsingborgs stadsteater |
| 1963 | Simon                          | Job Klockmakares dotter Sara Lidman                                                                     | Lars-Erik Liedholm              | Helsingborgs stadsteater |
| 1965 |                                | Djävulens följe (The Devils) John Whiting                                                               | Lennart Olsson                  | Malmö stadsteater        |

### Regi
| År   | Produktion                      | Upphovsmän                               | Teater              |
| ---- | ------------------------------- | ---------------------------------------- | ------------------- |
| 1955 | Fågelhandlaren Der Vogelhändler | Carl Zeller, Moritz West och Ludwig Held | Fredriksdalsteatern |